# Nokia 107 Dual SIM
Nokia 107 Dual SIM — базовий мобільний телефон від компанії Nokia, випущений у серпні 2013 року. Телефон є бюджетною моделлю для роботи з двома SIM-картками, має музичний плеєр, радіоприймач, ліхтарик. Тривалий час роботи — в режимі очікування здатен працювати до 24 діб, 12,7 години розмов в режимі 2G. Випускається у двох кольорах корпусу: червоному та чорному.

## Характеристики
Розміри Nokia 107 складають 113 x 47,5×15 мм, вага — 76 грамів. На верхньому торці телефону розташований тонкий роз'єм для заряджання, 3.5 мм міні-джек для навушників або гарнітури, а також світлодіодний ліхтарик. Жодних інших роз'ємів на корпусі немає.
У телефоні використовується класична цифрова клавіатура, виконана єдиним блоком, а також чотири керуючі клавіші, що теж входять до цього блоку та чотирипозиційна навігаційна кнопка. Підсвічування клавіатури м'якого білого кольору, рівномірне.
У Nokia 107 встановлено кольоровий TFT-екран з діагоналлю 1.8" та роздільною здатністю 160x128 пікселів. Екран відображає до 65 тисяч кольорів.
Місткість акумулятора в моделі — 1020 мАг, використовується Li-Ion батарея. Виробник заявляє до 12,7 години у режимі розмови та до 24 днів у режимі очікування. Під акумулятором розташовані слоти під дві SIM-картки (формат класичний, miniSIM), а слот для картки пам'яті знаходиться на одному з ребер, але щоб отримати доступ до нього, все одно потрібно знімати кришку телефону. Телефон має один радіомодуль, тому якщо відбувається дзвінок з першої сімки, то друга на цей час стає недоступною. У налаштуваннях можна вибрати основну SIM-карту, для кожної «сімки» прописуються імена та вибирається значок (за бажанням), ця іконка відображатиметься у системному рядку зверху біля рівня прийому сигналу мережі. Під час дзвінка можна вибирати сім-карту, з якої він буде зроблений, в процесі вхідного дзвінка також видно, на яку сімку він надходить.